# Caroline van Dommelen

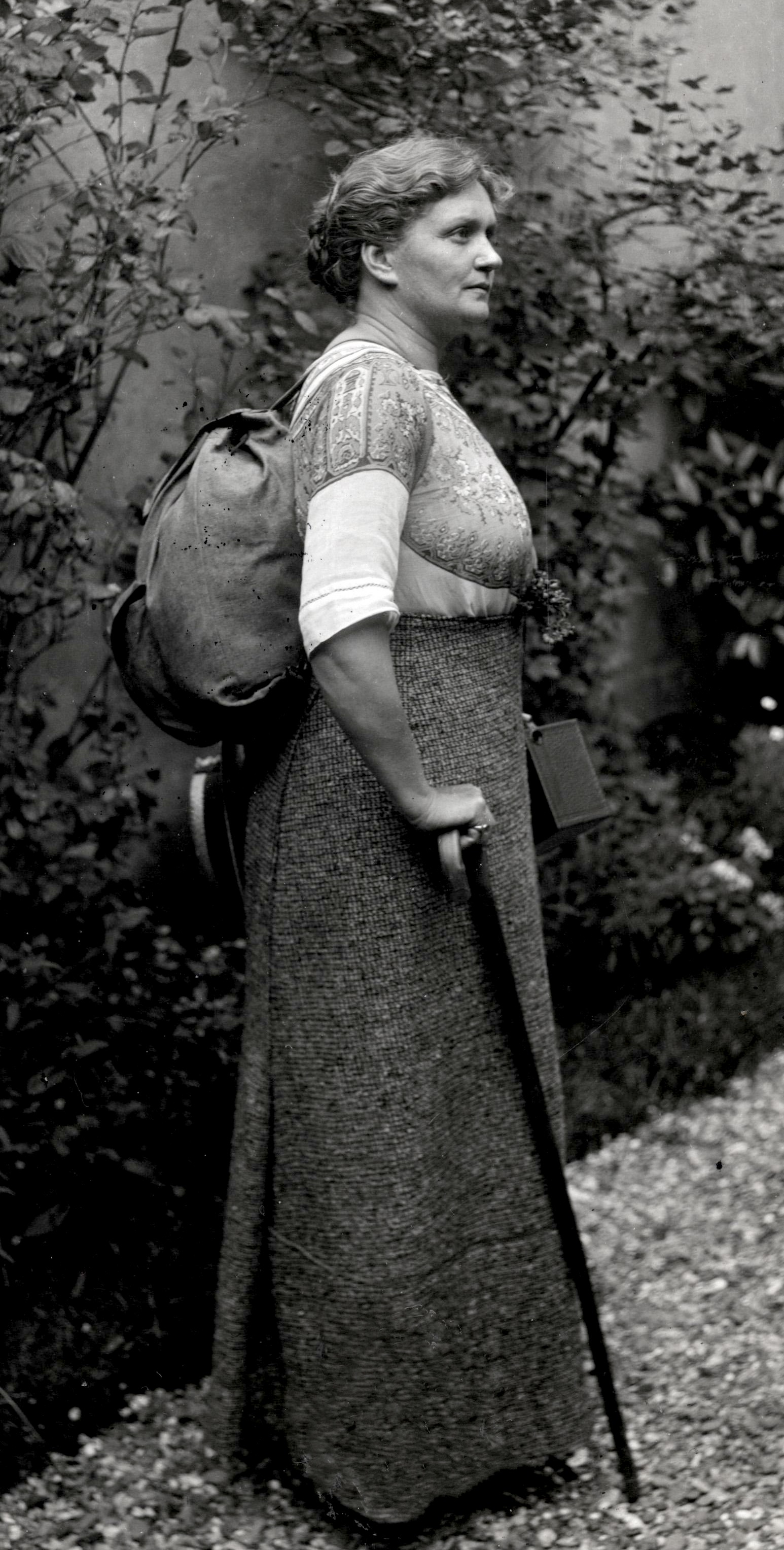
Caroline van Dommelen, 1914

Caroline van Dommelen (geboren 9. November 1874 in Rotterdam; gestorben 4. März 1957 in Amsterdam) war eine niederländische Bühnenschauspielerin und die erste Filmregisseurin in den Niederlanden. Zudem war sie Publizistin und Romanautorin.

## Leben
Caroline van Dommelen wurde am 9. November 1874 in Rotterdam geboren. Sie war das sechste und jüngste Kind des Schauspielers Carolus Christiaan (Charles) van Dommelen (1842–1897) und Jacoba Cornelia Lus (1840–1876). Ihre Mutter starb, als Caroline van Dommeln keine zwei Jahre alt war. Der Vater heiratete danach Anna van Duyl, mit der er drei weitere Kinder hatte. Caroline wuchs im Amstelveld in Amsterdam auf, wo weitere Theaterfamilien lebten. Sie hätte gerne Medizin studiert, doch das konnten sich ihre Eltern nicht leisten. Da sie auch vom Theater angezogen wurde, was durchaus an der Angewohnheit ihres Vaters gelegen haben konnte, der bei Rollenproben sich von seinen Kindern auf die Probe stellen zu lassen, entschied sie sich, wie auch drei ihrer Brüder (Frits aus ersten Ehe, Jan und Louis aus der zweiten) für die Bühne. Zunächst besuchte sie die französische Schule am Kloveniersburgwal und ab 1889 die Schauspielschule. Doch sie verließ die Schauspielschule kurz vor der Abschlussprüfung, weil sie das Gefühl hatte, dort nichts mehr lernen zu können. Ihre ersten Rollen bekam sie 1893 bei der reisenden Gezelschap Rentmeester im Norden des Landes.
Dem Koninklijke Vereeniging Het Nederlandsch Tooneel gehörte Van Dommelen von 1894 bis 1896 und von 1898 bis 1900 an. Danach hatte sie andere Engagements. Am 3. Januar 1904 heiratete sie in Haarlem den Journalisten Henri Heije (1880–?). Gemeinsam betrieben sie aus Liebe zur Natur einen Modellbauernhof auf dem Landgut Rustenhoven in Maartensdijk. Dort betätigte sie sich bis 1908 als Landwirtin und Imkerin, aber ab 1907 zog es sie auch erneut zur Bühne. Zunächst versuchte sie das Landleben und das Leben als Schauspielerin zu verbinden, jedoch nach ihrer Scheidung im Jahr 1908 gab sie dies auf.

### Theater und Film
Sie bekam 1907 ein Engagement bei Hollandsch Tooneelgezelschap unter der Leitung von Van Lier und 1909 beim Theater von Willem Royaards. 1910 wechselte sie zur Kompanie von Louis de Vries, auch reiste sie eine Saison mit Speenhoffs Klein Tooneel durch das Land. Sie arbeitete bis zum Ende ihrer Karriere für verschiedene Unternehmen und hatte dabei immer befristete Achtmonatsverträge. Zwischendurch benötigte sie Pausen, um sich von den langen Arbeitstagen, den Reisen, der unregelmäßigen und schlechten Ernährung und den kurzen Nächten zu erholen. Sie hielt am 22. März 1910 einen Vortrag bei der Vrije Vrouwenvereeniging, zudem veröffentlichte sie Artikel in den Zeitungen De Telegraaf und De Hollandsche Revue, in denen sie für bessere Arbeitsbedingungen für Bühnenschauspielerinnen eintrat. Sie deckte dabei auch die Knebelverträge und den Machtmissbrauch, zu dem auch sexueller Missbrauch durch Theaterdirektoren gehörte, auf. Auch kritisierte sie den niedrigen sozialen Status der Schauspielerinnen und ihren Mangel an gegenseitiger Solidarität.
Die Hauptrolle im Film Ontrouw unter der Regie von Louis Chrispijn spielte sie 1910. In dem Jahr gründete sie auch ihr erstes eigenes Unternehmen. Doch die viele Arbeit war zu viel und sie erlitt einen „Nervenzusammenbruch“. Ihre Theaterkompanie existierte nur eine kurze Zeit. Danach wurde sie 1911 erneut von der Koninklijke Vereeniging Het Nederlandsch Tooneel engagiert, spielte aber auch bei der Gezelschap Henri Brondgeest und der Tooneelvereeniging von Herman Heijermans. Mit „In den Schouburgh bij Caroline van Dommelen“, bei denen es sich um  selbstgeschriebene und inszenierte mittelalterliche Farcen handelte, hatte sie 1911 ebenfalls Erfolg. Diese wurden in einem Zelt im Garten des Paleis voor Volksvlijt aufgeführt.
In der Filmfabrik F.A. Nöggerath führte sie bei dem Dreh von drei Spielfilmen zwischen 1911 und 1912 Regie. Gleichzeitig spielte sie in den Filmen auch die weibliche Hauptrolle. Dabei handelte es sich um das nihilistische Drama De bannelingen (Die Exilanten), das historische Drama Graaf Willem IV van Holland, beide wurden gemeinsam mit Leon Boedels inszeniert und die „realistische biografische Skizze“ Vrouwenoogen (Die Augen der Frauen), geschrieben von ihrem Bruder Louis. Von den Filmen sind keine Kopien erhalten geblieben, doch die wenigen Kritiken sprachen von wunderschönen Naturaufnahmen, fesselnden Actionszenen, überzeugenden schauspielerischen Leistungen und gut erhaltenen Innenaufnahmen und Kostümen. Danach gab Van Dommelen das Filmgeschäft auf, weil „es ein so unglaublich nervenaufreibender Beruf ist, dass man mit der Schauspielerei nicht Schritt halten kann.“ „Entweder das eine oder das andere!“, schrieb sie im Jahr 1921 in der Monatszeitschrift „Het Leven“ (1921).
Für die Ausstellung De Vrouw 1813–1913 im Jahr 1913 stellte Van Dommelen die Porträtgalerie von Bühnenschauspielerinnen zusammen und sie gehörte dem Ausschuss Literatur und Theater an. Ein Jahr später gehörte sie zu den Mitorganisatorinnen des Artiestensportfeest, zur Förderung des Sports. Dort trat sie unter anderem als Reiterin und Fahrerin eines Kutschengespanns auf. Inzwischen war sie erneut erkrankt und verbrachte von 1914 bis 1915 längere Zeit in Davos. Dort entdeckte sie das Schreiben für sich.
Zwischen 1916–1917 und 1919–1920 trat sie in Max van Gelders Kabarettprogrammen auf. Van Dommelen inszenierte viele Stücke selbst und schrieb oder übersetzte die Texte. Auch wurde sie politisch aktiv. Im Jahr 1918 war Van Dommelen Mitbegründerin der Neutralen Partei, deren Ziel die Verbesserung der Arbeitsbedingungen in der Unterhaltungsbranche war. Sie kandidierte für die Zweite Kammer, aber nur der Parteivorsitzende Henri ter Hall erhielt genügend Stimmen für einen Sitz. Durch ihr Engagement bei der Brondgeest Kompanie ab 1916 trat sie zwischen 1922 und 1926 auch in Niederländisch-Indien auf.
Mit Engagements am Rotterdamer Theater (1920–1921), dem Hofstad Theater (1920–1922), dem Amsterdamer Theater (1927–29), dem Ensemble Charles Braakensiek (1928–1929) und dem Vereenigd Rotterdamsch-Hofstad Theater (1930–1933/1935–1936) erwarb sich Caroline van Dommelen einen Ruf als Schauspielerin die temperamentvoll, begabt und ungeduldig sei. Sie spielte Hunderte von Haupt- und Nebenrollen in Dramen, Komödien und Theaterstücken, darunter klassische Hauptrollen sowie moderne weibliche Charaktere. Neben ihrer ansprechenden schauspielerischen Leistung wurde auch ihr Geschmack und Stil bei der Wahl der Kostüme gelobt. Die Schauspielerinnen waren zu jener Zeit für ihre Kostüme selbst verantwortlich.
Eine zweite Ehe ging sie 1922 ein. Sie heiratete am 15. Juli 1922 in Rijswijk den Schauspieler und Musiker Alfred Joannes Josephus van Lancker (1899–?). Auch nach ihrer Heirat trat Van Dommelen weiterhin auf, dies sowohl mit der von ihrem Bruder Louis geleiteten Kompanie De Optimisten (1924–1925 und 1935–1936) als auch mit ihren eigenen Ensembles.

### Publizistin und Romanautorin
Ab den 1920er Jahren schrieb Caroline van Dommelen in Het Tooneel und der Wochenzeitschrift Op de Hoogte Kolumnen über Mode, in der Haager Tageszeitung De Avondpost über Kunst und Theater in Het Vaderland, Het Leven, Algemeen Handelsblad, De Rolprent und De Hollandsche Lelie. Zudem Verse für illustrierte Kinderbücher und die Romane Huwelijksschool (1917), Op eenzame hoogten (1924) und Voor alles moeder (1934). Eine Reihe von Artikeln über niederländische Schriftsteller und Dichter verfasste sie 1940 in der Wochenzeitschrift Eigen Haard und 1953 eine Reihe von Porträts von Schauspielerinnen und Schauspielern.
Zur Erholung unternahm sie Wanderurlaube in Polen, Ungarn und nordafrikanischen Ländern. Darüber hinaus unternahm sie „journalistisch-literarische“ Reisen nach Indonesien, Suriname, Japan, Kanada und in die USA, wo sie auch Vorträge und Vorlesungen hielt. Unter dem Namen Caroline van Lancker-van Dommelen beschrieb sie ihre Eindrücke von Kulturen und Bräuchen. Dabei schrieb sie ethnografisch neugierig und historisch fundiert. Ihre zehn Jahre ältere Schwester Johanne hatte 1906 einen kanadischen Mohawk, Angus Montour, geheiratet. Caroline van Dommelen besuchte ihre Schwester und deren Mann dreimal in dem kanadischen Reservat, in dem sie lebten und schrieb über die Kultur der Mohawk. Van Dommelens kulturhistorische Artikel erschienen zwischen 1930 und 1940 in den Zeitungen Algemeen Handelsblad, Het Vaderland und Nieuwsblad van het Noorden sowie in den Zeitschriften Het Leven und Haagsche Dameskroniek.
Während der Besatzungsjahre spielte Caroline van Dommelen zwischen 1941 und 1944 bei der Städtischen Theatergesellschaft. Nach dem Krieg war sie zwischen 1945 und 1948 mehrere Jahre mit Willem Goossens Volkstoneel verbunden und trat 1954 während des Wiederaufbaus in den Arbeiterlagern auf. Ihr 55-jähriges Bühnenjubiläum feierte sie 1949 mit einer Tournee des Stücks Betje governeert von H. Bakker. Am 29. September 1955 kündigte De Tijd ihre Abschiedstournee an, es ist jedoch unklar, ob sie stattfand. Caroline van Dommelen starb am 4. März 1957 in Amsterdam.